# 半跏思惟像

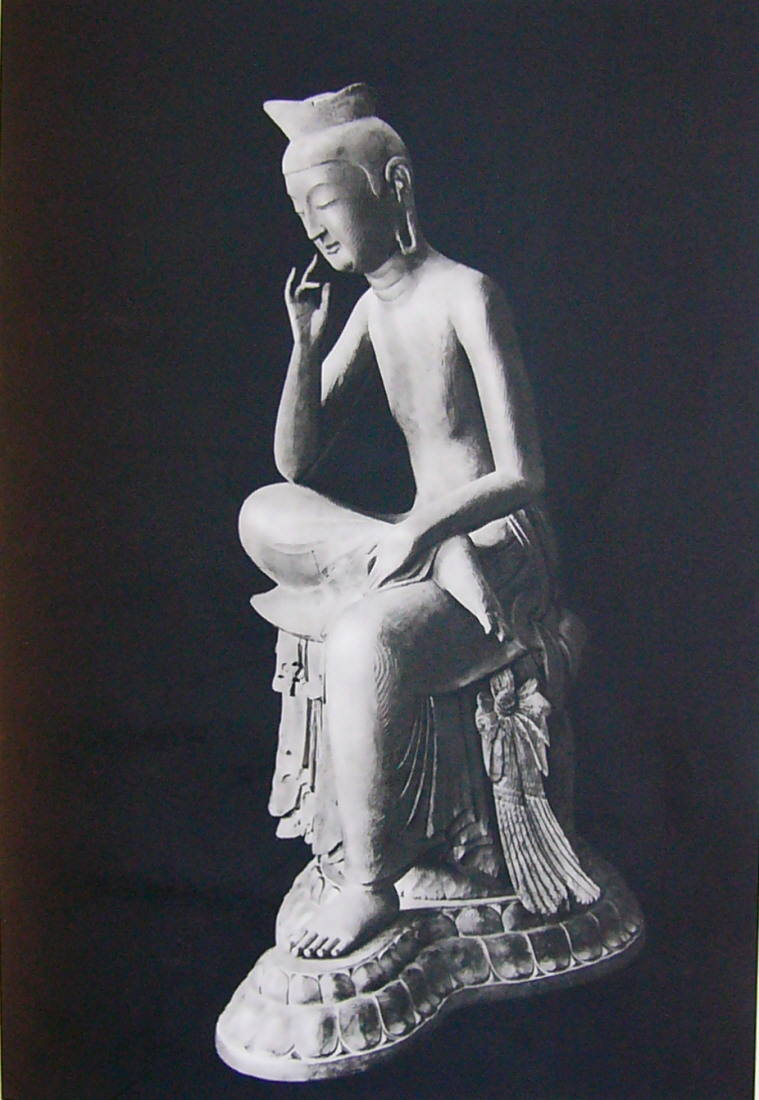
日本广隆寺「宝冠弥勒」

半跏思惟像，是一种流行于古印度貴霜王朝犍陀罗地区和东亚的佛像艺术造型，指的是结合了半跏坐姿和思惟相的悉達多太子或弥勒菩薩像。尊像一般左足支地、右腿盘起横放在左大腿上(半跏坐)，以手支颐呈现出思索状态(思惟)。通常一方面认为是表现了佛祖身为悉達多太子時苦思人生哲理及至开悟时的情形，或代表為彌勒菩薩思索像。
7世紀始，彌勒信仰從朝鮮半島傳入日本，此時常見「彌勒思惟像」。「太子思惟像」與「彌勒思惟像」兩者尚無明顯造像或圖像的區分定論，惟嚴謹統稱為「半跏思惟像」。
「半跏思惟」造像藝術从十六国到北齐、北周时期(約公元304年至公元581年)的石窟和单尊像上一直流行制作，进入隋唐后渐趋衰落。现有作品存于云冈石窟第6窟、克孜尔石窟第38窟等，其他知名半跏造像有分别藏于韩国国立中央博物馆的金铜弥勒半跏思惟像和日本广隆寺的宝冠弥勒等。